# MicroMaster
Ein MicroMasters ist ein Befähigungsnachweis im Rahmen eines Diplom-Zertifikatsprogramms, das von einigen Universitäten in Zusammenarbeit mit edX angeboten wird. Im Gegensatz zu einem traditionellen Master-Abschluss besteht ein MicroMaster in der Regel aus gelehrten Kursarbeiten, ohne die für einen traditionellen Masterabschluss notwendige Forschungsthesis. Ein MicroMaster ermöglicht es einem Studenten, erworbene Credits auf ein traditionelles Master-Programm zu übertragen, sollte er oder sie dies später wählen.
Der erste MicroMasters-Abschluss wurde im Jahr 2015 vom Massachusetts Institute of Technology (MIT) im Supply Chain Management angeboten. Die Studierenden vervollständigen die Kursarbeiten für den MicroMaster durch Fernunterricht und können diesen Abschluss als eigenständigen Studiennachweis nutzen oder weiterhin einen Master-Abschluss nach Bestehen eines ein Semester andauernden Campus-Studiums erwerben. Weitere Universitäten, die MicroMaster-Grad anbieten, sind folgende: die University of Queensland, die Polytechnische Universität Valencia, die Thunderbird School of Global Management, die University of Michigan, die RWTH Aachen, die Columbia University, das Rochester Institute of Technology, die Australian National University, das Indian Institute of Management, die Polytechnische Universität Hongkong, die Universität Wageningen, die Université catholique de Louvain, die Galileo University und die Curtin University. Die teilnehmenden Universitäten behandeln den MicroMasters als fortgeschrittenen Einstieg (engl.: Advanced standing) in das Masterstudium, mit der Möglichkeit zur Verkürzung der Dauer des Masterstudiengangs. „Advanced standing“ wird verwendet, um den Status der Studierenden zu beschreiben, die eine Anrechnung der akademischen Vorleistungen erhalten, im Gegensatz zu normalen Studienanfängern, die den Masterstudiengang von Anfang an beginnen müssen. Die internationale Standardklassifikation im Bildungswesen (ISCED-F 2011) klassifiziert den MicroMasters mit dem Level 6, vormals ISCED-97, 5A und 5B. Die detaillierte Codierung der Ausbildungs- und Studienfächer ist entsprechend des jeweils vorliegenden Studien- und Ausbildungsfaches, durch die im Jahr 2013, vom UNESCO Institute for Statistics verabschiedete Klassifikation ISCED-F 2013 vorzunehmen.